# Alec Yoder
Pour les articles homonymes, voir Yoder.
Alec Yoder (né le 21 janvier 1997 à Indianapolis) est un gymnaste artistique américain.

## Carrière
Il remporte en 2014 la médaille d'or par équipe des Pacific Rim Championships. La même année, il est médaillé de bronze du concours général individuel des Jeux olympiques de la jeunesse de 2014.